# Мркоњић
Мркоњић је српскохрватско презиме. Може се односити на следеће појмове:
- Петар I Карађорђевић (1844–1921), Петар Мркоњић, краљ Србије
- Милутин Мркоњић (1942), српски политичар

- Мркоњић Град, град и општина у западној Босни и Херцеговини